# Cliff Walkers
Cliff Walkers (chino: 悬崖之上), anteriormente titulada Impasse en inglés, es una película china de acción histórica de 2021 dirigida por Zhang Yimou y escrita por Quan Yongxian. Está ambientada en el gobierno títere imperial japonés de Manchukuo en la década de 1930, antes de que estalle la Segunda Guerra Mundial.

## Argumento
Ambientada en el estado títere japonés de Manchukuo, la película sigue a cuatro agentes del Partido Comunista de China que se lanzan en paracaídas a Harbin, en el noreste de China, a principios de la década de 1930. Juntos, se embarcan en una operación secreta denominada "Utrennya" (en ruso: "утрення") que pretende extraer a un antiguo prisionero que podría exponer ante la comunidad internacional los experimentos humanos poco éticos y otros crímenes contra la humanidad cometidos por el Escuadrón 731 del Ejército Imperial Japonés. Al aterrizar, los miembros del equipo se dividen en dos grupos para evitar ser capturados y torturados para delatar a sus seres queridos en el otro grupo. También están dispuestos a sacrificarse ingiriendo píldoras equivalentes al cianuro contenidas en una caja de cerillas. Poco después de su separación, el grupo 1 descubre que sus contactos locales están disfrazados de enemigos. Consiguen escapar de la trampa, pero también se dan cuenta de que han sido vendidos por un traidor, que cede tras ser torturado y presenciar la ejecución de sus compañeros. ¿Podrá el grupo 1 informar al grupo 2 y llevar a cabo la misión? Esa es la cuestión en los terrenos nevados de Manchukuo.

## Reparto
- Zhang Yi como Zhang Xianchen, un antiguo periodista convertido en agente del PCC.
- Yu Hewei como Zhou Yi, un agente del PCC incrustado en el enemigo.
- Qin Hailu como Wang Yu, esposa y camarada de Zhang.
- Zhu Yawen como Chu Liang, camarada de Zhang.
- Liu Haocun como Xiao Lan, camarada de Zhang y novia de Chu.[4]
- Ni Dahong como Gao Bin, enemigo al mando.
- Li Naiwen como el secuaz de Gao.
- Yu Ailei como Jin Zhide, esbirro de Gao.
- Lei Jiayin como Xie Zirong, un agente del PCC convertido en traidor.

## Producción
Un póster conceptual fue lanzado en octubre de 2019 durante el Festival Internacional de Cine de Pingyao. El 13 de diciembre de 2019, las cámaras comenzaron a rodar en el Parque Forestal Nacional de Xuexiang. El rodaje terminó el 19 de mayo de 2020.
La partitura original fue compuesta por Jo Yeong-wook, mientras que el tema musical homónimo está compuesto por la banda RadioMars e interpretado por Zhou Shen.

## Estreno
La película se estrenó el 30 de abril de 2021 tanto en China como en Estados Unidos. En China, se estrena en IMAX, CINITY, Dolby Cinema, etc. En Estados Unidos, la distribuye China Media Capital.